# Buena (Washington)
Buena az Amerikai Egyesült Államok északnyugati részén, Washington állam Yakima megyéjében elhelyezkedő statisztikai település. A 2010. évi népszámlálási adatok alapján 990 lakosa van.
Buena postahivatala 1919 óta működik.